# Amata Grüner
Mater Amata Grüner (* 8. Januar 1893; † 25. Januar 1964 in Bad Mergentheim) war eine deutsche Ordensschwester.

## Leben
Sie war ab 1942 Provinzoberin der Deutschordensschwestern in Troppau. Nach Ende des Zweiten Weltkriegs wurde sie im April 1946 mit anderen Schwestern interniert und schließlich aus dem Sudetenland vertrieben. In Passau baute sie im Kloster St. Nikola ein neues Provinzhaus auf und war von 1946 bis 1950 provisorisch, nach der Gründung einer Schwesternprovinz Bayern Anfang 1949 von 1950 bis 1962 ordentliche Provinzialoberin der Schwesternprovinz Deutschland.

## Ehrungen
- 1960: Verdienstkreuz 1. Klasse der Bundesrepublik Deutschland
- Benennung der Amata-Grüner-Straße in Passau, wo sie begraben ist.